# Sneakernight
Sneakernight – czwarty singiel w karierze amerykańskiej piosenkarki, aktorki, tancerki i modelki Vanessy Hudgens, a zarazem pierwszy z jej drugiej płyty Identified. Premiera piosenki odbyła się 11 kwietnia 2008 roku w Radiu Disney, natomiast teledysk ukazał się 14 czerwca. Wyprodukował ją J.R.Rotem.

## Notowania
| Notowanie                          | Najwyższa pozycja |
| ---------------------------------- | ----------------- |
| Canadian Hot 100                   | 95                |
| Canadian Hot Digital Songs         | 70                |
| U.S.Billboard Hot 100              | 88                |
| U.S. Billboard Hot Dance Club Play | 50                |
| U.S. BillboardHot Digital Songs    | 48                |

## Teledysk
Na początku wideoklipu Vanessa znajduje się w pokoju, skąd telefonuje, a potem zaczyna tańczyć i śpiewać. Następnie wyciąga z szafki swoje adidasy i idzie w nich ulicą. Sznurówki jej butów świecą się na różowo. Po chwili do Vanessy dołączają dziewczyny, które również mają na sobie adidasy ze świecącymi sznurówkami. Wszystkie zaczynają tańczyć. Chwilę później akcja przenosi się na imprezę. Dziewczyny oddają swoje wierzchnie okrycia stojącemu obok mężczyźnie, a po chwili wszyscy się bawią. Kiedy dziewczyny robią przerwę, do Vanessy uśmiecha się chłopak, ale zaraz podchodzi inny i zaczyna się popisywać. Vanessa razem z koleżankami śmieją się z niego. W teledysku są też pokazywane urywki układu tanecznego, jaki Vanessa wykonuje z przyjaciółkami. Vanessa odrzuca chłopaka, który się przed nią popisywał, i idzie się bawić z pierwszym. Dziewczyny wychodzą z zabawy i tańczą na ulicy. Ta scena przeplata się z widokiem zabawy wszystkich imprezowiczów oraz z Vanessą tańczącą na tle sznurówki.

## Recenzja Pereza Hiltona
Zarówno piosenka „Sneakernight”, jak i cały album Vanessy Identified został mocno skrytykowany przez znanego blogera i prześmiewcę Pereza Hiltona. Na jego blogu www.perezhilton.com pojawiły się recenzje z hasłami: „Album jest katastrofą!”, „Pierwszy singiel jest nazwany „Sneakernight”. Tak, to jest piosenka o tenisówkach. Piosenka i video są bardzo złe”..